# لاين فليتشير
لاين فليتشير (31 أغسطس 1971 في المملكة المتحدة - ) (بالإنجليزية: Iain Fletcher)‏ هو لاعب كريكت بريطاني. لعب مع Hertfordshire County Cricket Club ‏ ونادي مقاطعة سومرست للكريكت ‏ وBritish Universities cricket team ‏.